# Курзанов, Владимир Родионович
Влади́мир Родио́нович Курза́нов (1845 — 4 сентября (17 сентября) 1913) — русский архитектор, академик Императорской Академии художеств. Преимущественно работал в стилях эклектика и модерн.

## Биография
Родился в семье саратовского архитектора, выпускника петербургского строительного училища Родиона Сергеевича Курзанова (1820—1885).
В 1864 году поступил в Императорскую Академию художеств. В 1872 году награждён большой серебряной медалью и получил звание классного художника 2 степени за «проект рынка». В 1883 году получил звание классного художника 1 степени. В 1887 году за исполнение им программы «Проект пассажирского здания конечной станции железной дороги в столице» получил звание академика архитектуры ИАХ.
15 июля 1885 года женился на вдове архитектора Григория Алексеевича Соловьева (1847—1883) Александре Николаевне.
До 1902 член хозяйственно-технического комитета Императорского человеколюбивого общества, с 1907 года — Гласный городской Думы. Член Петербургского общества архитекторов с 1872 года.
Служил в городском кредитном обществе Петербурга; богадельне Цесаревича Николая; при первой в России — Свято-Троицкой — общине сестер милосердия (безвозмездно); Павловском институте благородных девиц; хозяйственном комитете Императорского Человеколюбивого общества. Имел награды: орден Святого Владимира 4-й степени (1902).
В последние годы жизни совсем отказался от частной практики и занялся благотворительностью. Такая возможность у него была благодаря собственному доходному дому на Ждановской улице.
В 1905—1913 годах проживал в собственном особняке на Ждановской улице, 23 (сохранился только дворовый флигель).
Был похоронен в Петербурге на Новодевичьем кладбище; могила не сохранилась.

## Проекты и постройки

### Санкт-Петербург

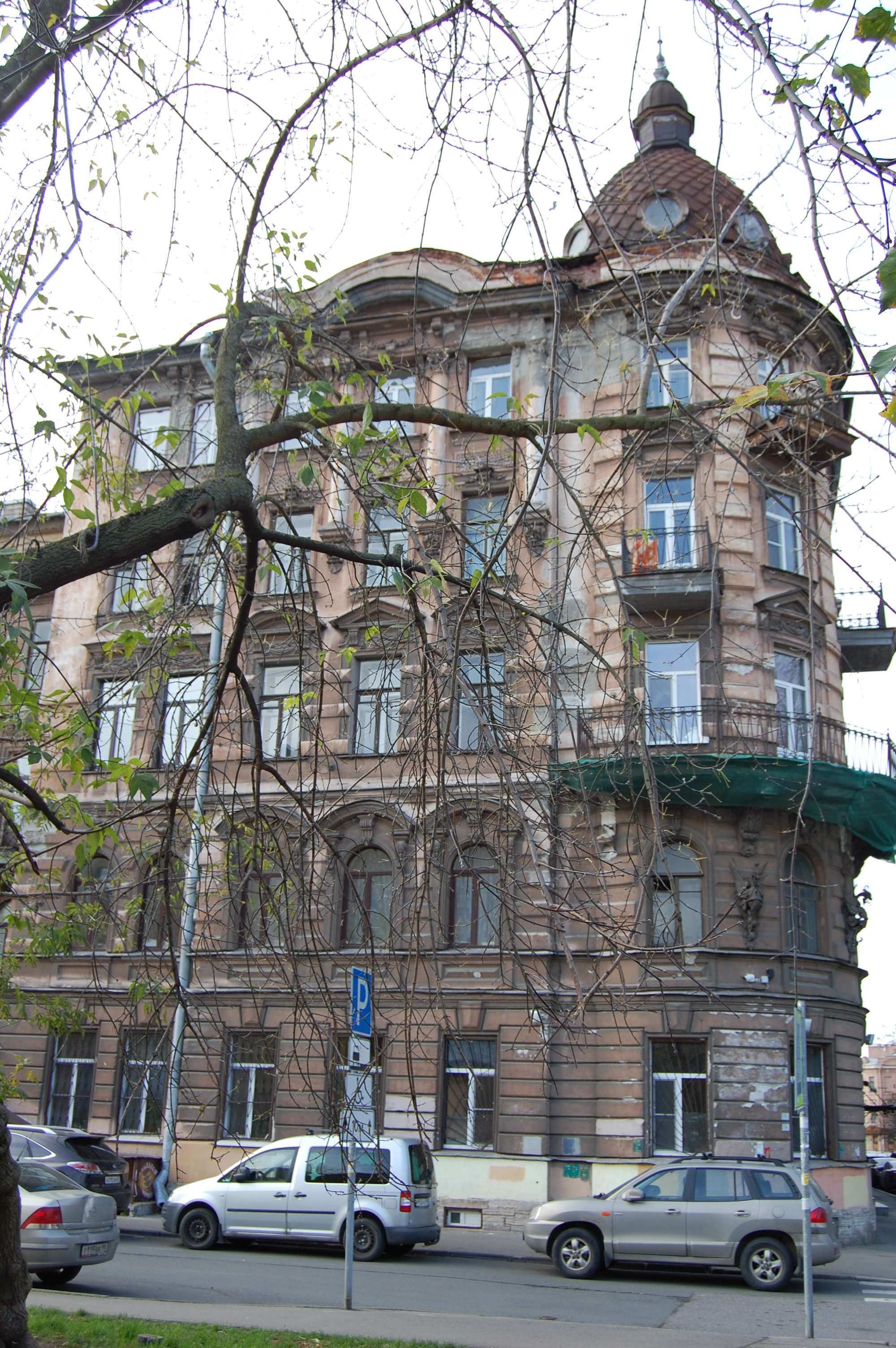
Доходный дом А. В. Асташева (1899—1900).

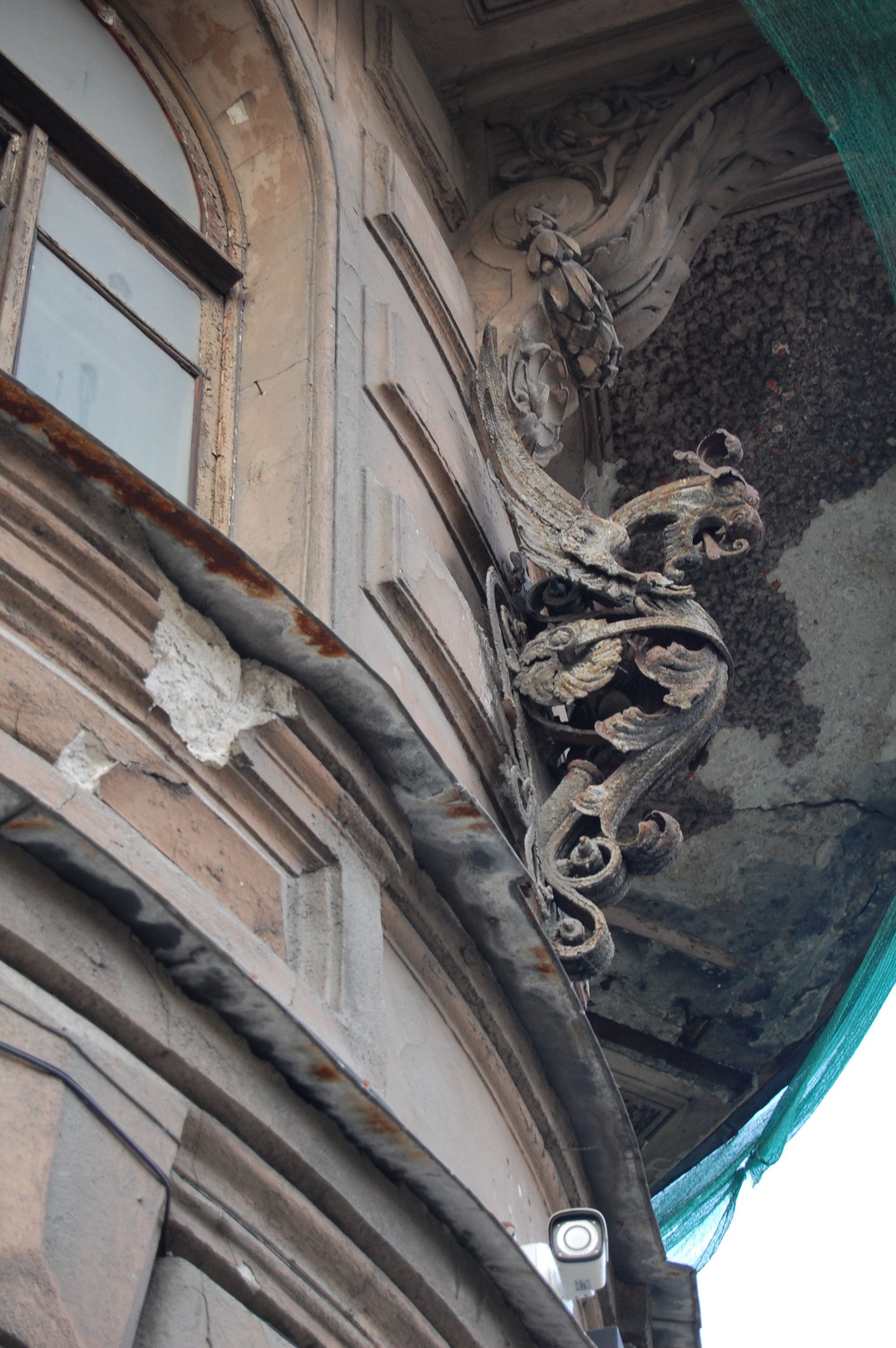
Дракон на доходном доме А. В. Асташева.

- Часовня Троицы Живоначальной (1892—1893) при Свято-Троицкой общине сестер милосердия (ныне НИИ гематологии и трансфузиологии) на 2-й Советской ул., 16, а также капитальная перестройка по его проекту основных зданий общины (1889—1891).  памятник архитектуры (вновь выявленный объект)[12].
- Надстройка 3 и 4 этажей доходного дома А. А. Раевской (1895) на ул. Союза Печатников, 25а.
- Доходный дом (1898) на Московский пр., 42 / Клинский пр., 27х.
- Доходный дом В. В. Вишнякова (1898, перестроен) на Большом пр. Петроградской стороны, 35Б.
- Доходный дом (1898—1899) на ул. Конной, 19.
- Водонапорная башня с флигелем (1899) городка Сан-Галли на ул. Ремесленной, 6.  памятник архитектуры (вновь выявленный объект)[12].
- Доходный дом А. В. Асташева (1899—1900) на ул. Зверинская, 17Б/пер. Любанский, 1. Так называемый «дом с драконами», по украшающим угол дома и фасад по ул. Зверинской кованым фигурам фантастических животных.
- Доходный дом П. А. Бенигсена (1902) на 12-я линия ВО, 31—35.  памятник архитектуры (региональный).
- Доходный дом (1910) на ул. Канонерской, 31.
- Перестройка (1911) дома на 12-й Красноармейской ул., 24 и домовая церковь Рождества Христова (1911—1913, снесена после революции) в приюте графов Милютиных (безвозмездно).

#### В соавторстве с другими архитекторами
- Доходный дом (1872) на ул. Союза Печатников, 25/Английский пр., 34. В соавт. с Э. Г. Юргенсом и А. А. Максимовым.
- Доходный дом С. И. Савельева (1879—1880) на ул. Марата, 70. В соавт. с А. Ф. Красовским.
- Доходный дом О. Н. Рукавишниковой (1880—1881) на Адмиралтейская наб., 10. В соавт. с А. Ф. Красовским.
- Общежитие Высших женских (Бестужевских) курсов в Санкт-Петербурге (1894—1895, 10-я линии ВО, 35, совместно с А. Ф. Красовским и В. Н. Пясецким).
- Участие (безвозмездно) в перестройке приюта имени великой княгини Марии Николаевны (Мариинского) (Ждановская наб., 21)

## Галерея
|                                                                                                |                                                                                       |                                                                                   |                                                               |                                      |
| Доходный дом на ул. Союза печатников, 25 (1872). В соавт. с Э. Г. Юргенсом и А. А. Максимовым. | Часовня Троицы Живоначальной при Свято-Троицкой общине сестер милосердия (1892—1893). | Доходный дом на углу Клинского и Московского пр. Со стороны Клинского пр. (1898). | Жилой флигель с водонапорной башней городка Сан-Галли (1899). | Доходный дом П. А. Бенигсена (1902). |